# ジュリアス・セチトレコ
ジュリアス・セチトレコ（Julius Ssekitoleko、2000年8月7日 - ）は、ウガンダの重量挙げ選手。あだ名は「セチ」（Sseki）。セキトレコという表記もあるが、ガンダ語では「ki」を「チ」と読むためセチトレコが正しい。

## 経歴
セチトレコは15歳の時にウガンダの首都カンパラにあるジムに入り、その後キスグ・ユニファイド・ジムに移籍して練習を積んできた。
初めて国際的な試合に出場したのは2017年にザンビアで行われたアフリカユース選手権で、男子62キロ級から出場し140点を獲得して3位を記録。同年アルジェリアで行われた第13回アフリカジュニア陸上競技選手権大会では男子56キロ級で3位を記録。
2018年コモンウェルスゲームズの男子重量挙げ56キロ級で10位。
2019年8月にモロッコで開催されたアフリカ競技大会には男子67キロ級で出場したが、最下位で終わった。
2021年5月にケニアで開催されたアフリカ重量挙げ選手権（African Weightlifting Championships）で、男子67キロ級で銅メダルを獲得。

## 2021年東京五輪
セチトレコは2021年夏開催の第32回オリンピック競技大会のウガンダ選手団の1人として6月19日に来日した。選手団の2人に新型コロナウイルスの感染が確認されて全員が濃厚接触者となったため、宿泊先である大阪市泉佐野市のホテルニューユタカで待機していた。2週間の待機後に練習などを行なっていたが、来日前は世界ランキングで五輪出場圏内にあったのにもかかわらず、更新されたランキングで出場できなくなったことが判明したため、ウガンダ五輪委員会により7月20日までに帰国する予定となっていた。もし出場できた場合、67キロ級から参加予定で、ウガンダ出身者としては9人目の重量挙げ競技参加者となるはずだった。
7月16日、泉佐野市の担当者が12時過ぎに滞在先のホテルの部屋を確認したところセチトレコが不在になっていることが発覚した。監視カメラの映像などによると、16日の朝に宿泊先近くの大阪府熊取町にある熊取駅から電車に乗り、新幹線に乗り換えたあと名古屋駅で降りたと発表されている。また、ホテルに「生活の苦しい国には戻らず、日本で仕事をしたい」と書かれた書き置きを残していたことを発表されている。
7月20日、ウガンダ政府は逃亡を非難する声明を発表し、日本政府に謝罪したことを明らかにした。一方、ウガンダ重量挙げ協会は、裕福な家庭の出身ではなく栄光を勝ち取るため努力していたとコメントした。
7月21日、三重県四日市市で発見され、亡命が叶わなかった。
7月21日の成田22時30分発のカタール航空807(QR807)便にのりウガンダへ帰っていった。
7月23日、ウガンダに帰国し、ウガンダ政府は今後リハビリを継続すると発表した。